# T. Carmi
T. Carmi (hebreo: ט. כרמי) (Nueva York, 31 de diciembre de 1925 - 20 de noviembre de 1994) poeta y traductor israelí. 
Nació en Nueva York con el nombre de Carmi Charny. Se fue a Israel tras la guerra árabe-israelí de 1948. Tradujos numerosas obras de Shakespeare al hebreo.

## Libros
- Imperfección y sueño (1951)
- No hay flores negras (1953)
- La serpiente de latón (1961)
- Alguien como tú (1971)
- En la piedra de las pérdidas (1983).